# هارفي هوليستر بندي
هارفي هوليستر بندي (بالإنجليزية: Harvey Hollister Bundy)‏ هو محامي أمريكي، ولد في 30 مارس 1888 في غراند رابيدز في الولايات المتحدة، وتوفي في 7 أكتوبر 1963 في بوسطن في الولايات المتحدة.